# Phégée (fils de Darès)
Phégée (en grec ancien : Φηγεύς ; en latin : Phegeus) est, avec son frère Idée, un fils de Darès le Phrygien, personnage mythologique troyen apparaissant à la fois chez Homère et chez Virgile. D’après l’Iliade, le dieu Héphaïstos sauva Idée au cours d’un combat opposant les deux frères à Diomède. Phégée fut néanmoins tué dans ce combat.